# Philipp Schupp
Philipp Schupp (anglisiert: Phillip Schupp; * 11. August 1911 in Großsachsen; † 10. Mai 1991 in Southbury, Connecticut) war ein US-amerikanischer Handballspieler deutscher Herkunft.

## Leben und Karriere
Philipp Schupp wurde als Sohn von Heinrich Schupp (1880–1913) und Elisabetha geb. Schumacher (1877–1961) geboren. Er war verheiratet mit Gertrude geb. Stuss (1912–2004) und hatte mehrere Kinder.
Um 1928 gehörte er dem TVG Großsachsen an, wenig später emigrierte er in die Vereinigten Staaten und war 1936 Mitglied des First German S. C. aus Brooklyn. Schupp stand im 14-köpfigen Aufgebot der US-amerikanischen Nationalmannschaft beim olympischen Feldhandballturnier 1936, kam jedoch als einziges Kadermitglied in keiner der drei Partien zum Einsatz.